# Geranium californicum
Geranium californicum es una especie de la familia de las geraniáceas.

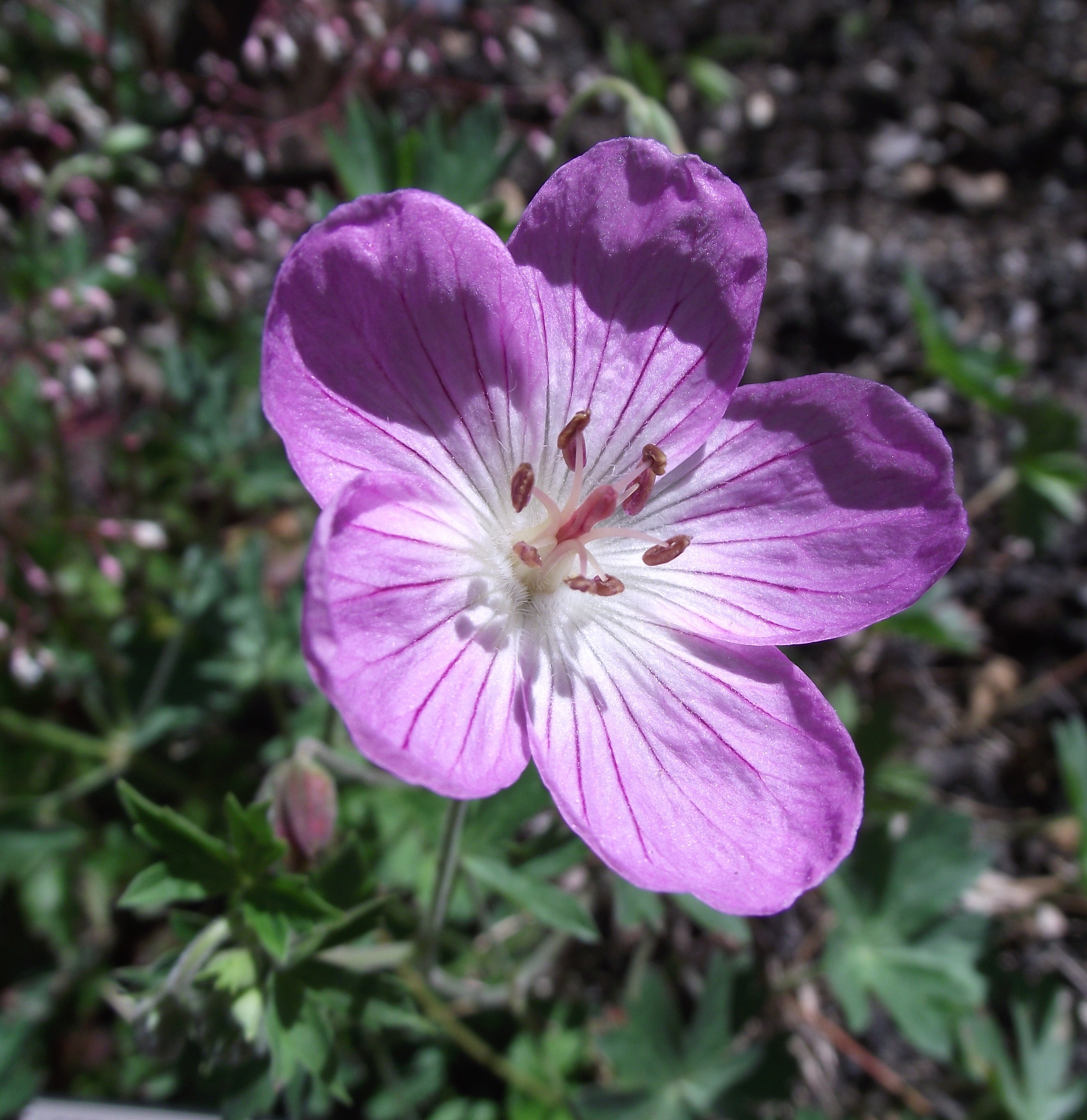
Vista de la flor

## Hábitat
Es endémica de California, donde crece en la Sierra Nevada y en la costa se encuentra en la parte sur del estado.

## Descripción
Esta es una hierba perenne que alcanza un metro de altura en promedio.  Su tallo es piloso, tiene  muchas hojas palmadas, divididas en varios segmentos que se subdividen en pequeños lóbulos. Las flores aparecen solas o en parejas en los pequeños tallos. Cada una de ellas tienen cinco sépalos debajo de cinco pétalos redondeados a ovales que pueden tener ligeras muescas en los extremos.  Los pétalos son de hasta 1,5 centímetros de largo y de color blanco a rosa pálido o lila con nervaduras más profundas de color lavanda.

## Taxonomía
Geranium californicum fue descrita por G.N.Jones & F.F.Jones y publicado en Rhodora 45(530): 38–40. 1943.
Etimología
Geranium: nombre genérico que deriva del griego:  geranion, que significa "grulla", aludiendo a la apariencia del fruto, que recuerda al pico de esta ave.
californicum: epíteto geográfico que alude a localización en California.
Sinonimia
- Geranium concinnum G.N.Jones & F.F.Jones
- Geranium leucanthum Small in Underw. & Britton[3][4]